# Pat Rabbitte
Pat Rabbitte (Claremorris, 18 maggio 1949) è un politico irlandese, dal 2002 al 2007 leader del Partito Laburista.
Dal marzo 2011 è ministro delle comunicazioni, dell'energia e delle risorse naturali nel governo Kenny I.